# Orienten
Orienten (latin oriens, den uppgående [solen], östern), betecknar alltsedan antiken österlandet, i allmänhet Asien, i motsats till Occidenten, (Västvärlden).
Orienten är ursprungligen länderna öster om Medelhavet, de egyptiska, semitiska, persiska och bysantinska kulturområdena som numera vanligen kallas Främre Orienten, till skillnad från övriga delar av Asien, Bortre Orienten. Då islams hela område räknas till Orienten innefattar denna även Nordafrika.
Inte minst i spåret på Edward Saids bok "Orientalism" har ord som Orienten, oriental, orientalistik och orientalisk av många kommit att uppfattas som mindre politiskt korrekt, men kritikernas kritiker har påpekat att man genom att ersätta orden med andra, baserade på "Asien" vilket brukar vara fallet, bara byter ut ett gammalt övergeneraliserande begrepp mot ett nyare och än mer omfångsrikt/generaliserande.